# Oribellopsis crosbyi
Oribellopsis crosbyi är en kvalsterart som först beskrevs av Berlese 1908.  Oribellopsis crosbyi ingår i släktet Oribellopsis och familjen Oribellidae.

## Underarter
Arten delas in i följande underarter:
- O. c. crosbyi
- O. c. maoershanensis